# 美山郵便局 (京都府)
美山郵便局（みやまゆうびんきょく）は、京都府南丹市にある郵便局。民営化前の分類では集配特定郵便局であった。

## 概要
住所：〒601-0799 京都府南丹市美山町島往古瀬39-1
かつては旧美山町唯一の集配郵便局であったが、郵政民営化に伴う集配郵便局再編に伴い、当局には統轄支店が置かれず配達センター局になった。

## 沿革
- 1991年（平成3年）7月1日 - 宮島郵便局から美山郵便局に改称。
- 1991年（平成3年）7月22日 - 知井郵便局[1]および鶴ケ岡郵便局から集配業務を移管。
- 2007年（平成19年）10月1日 - 民営化に伴い、併設された郵便事業京都支店美山集配センターに一部業務を移管。
- 2012年（平成24年）10月1日 - 日本郵便株式会社の発足に伴い、郵便事業京都支店美山集配センターを美山郵便局に統合。

## 取扱内容
- 郵便、印紙、ゆうパック、内容証明
- 貯金、為替、振替、振込、国債、国際送金
- 生命保険、バイク自賠責保険
- ゆうちょ銀行ATM
- 南丹市内の一部地域（〒601-07xx、旧美山町区域）の集配業務

## 風景印
- 図柄はつつじと美山川、茅葺民家集落。局名表記は「京都　美山」
- 使用開始日は1991年（平成3年）7月1日

## 周辺
- JA京都美山
- 南丹市役所美山支所
- 南丹市立宮島小学校
- 国道368号
- 美山川
- 岩栖寺
- 島公民館
- みやま保育所

## アクセス
- 国道368号沿い
- 駐車場あり：7台